# Bengeri, Hubli
Bengeri là một làng thuộc tehsil Hubli, huyện Dharwad, bang Karnataka, Ấn Độ.